# داسو ميراج الثالثة
داسو ميراج الثالثة (فرنسية: Dassault Mirage III)هي طائرة مقاتلة نفاثة صممت في فرنسا بواسطة شركة داسو الفرنسية لصناعة الطائرات في الخمسينات من القرن العشرين. صنعت الميراج الثالثة في فرنسا وبعض الدول الأخرى. كانت الميراج الثالثة من الطائرات المقاتلة الناجحة وتم بيعها إلى العديد من القوات الجوية الأجنبية وظلت في خطوط الإنتاج لعشر سنوات كاملة.
وما زالت بعض القوات الجوية تستخدم هذه الطائرة أو أيا من تعديلاتها المختلفة، مثل الأرجنتين، الجابون، باكستان (أكبر مستخدم)، بيرو، تشيلى، فنزويلا، كولومبيا، ليبيا، مصر.

## التطوير
نشأت عائلة الميراج الثالثة نتيجة لدراسات الحكومة الفرنسية التي بدأت عام 1952 واثمرت عام 1953 في خصائص طائرة اعتراضية خفيفة الوزن وصالحة لجميع الأجواء وتستطيع الصعود حتى 18,000 متر في ست دقائق وتستطيع الطيران بسرعة 1.3 ماخ في الطيران العادى.
كان رد داسو على الحكومة الفرنسية هو تقديم الطائرة ميستير-دلتا 550 والتي كانت طائرة صغيرة مزودة بمحركين نفاثين صغيرين، صممت هذه الطائرة بنظام جناحى الدلتا (Δ) (النظام المثلثى) بدون ذنب.
نظام أجنحة الدلتا (النظام المثلثى) بدون ذنب تحده بعض المعوقات ومنها عدم القدرة على استخدام القلابات Flaps، مما يؤدى إلى زيادة زمن الإقلاع وزيادة سرعة الهبوط كما أن نظام الأجنحة المثلث نفسه يقلل من القدرة على المناورة، لكن من مميزاته في نفس الوقت انه نظام تصميم سهل وبسيط ويحقق سرعات عالية في الطيران المستقيم كما أنه يعطى مساحات كبيرة في الأجنحة لتخزين الوقود.
النسخة الأولى من (الميستير-دلتا) كانت بذيل كبير نسبيا ومحركها النفاث بدون غرفة احتراق مساعدة، طارت هذه الطائرة لأول مرة في 22 يونيو 1955، بعد عدة تعديلات في التصميم والذبل والمحرك استطاعت الطائرة ان تحقق سرعة ماخ 1.6 في الطيران المستقيم في أواخر 1955 وسميت بميراج I.
لكن مع صغر حجم الميراج I، لم يكن بمقدور الطائرة ان تحمل أكثر من صاروخ واحد فقط جو-جو، وكان قد قرر من قبل ذلك ان الطائرة أصغر بكثير من أن تحمل حمولة مناسبة من الأسلحة وبعد عدة تجارب ومحاولات تم إلغاء مشروع الميراج I نهائيا.

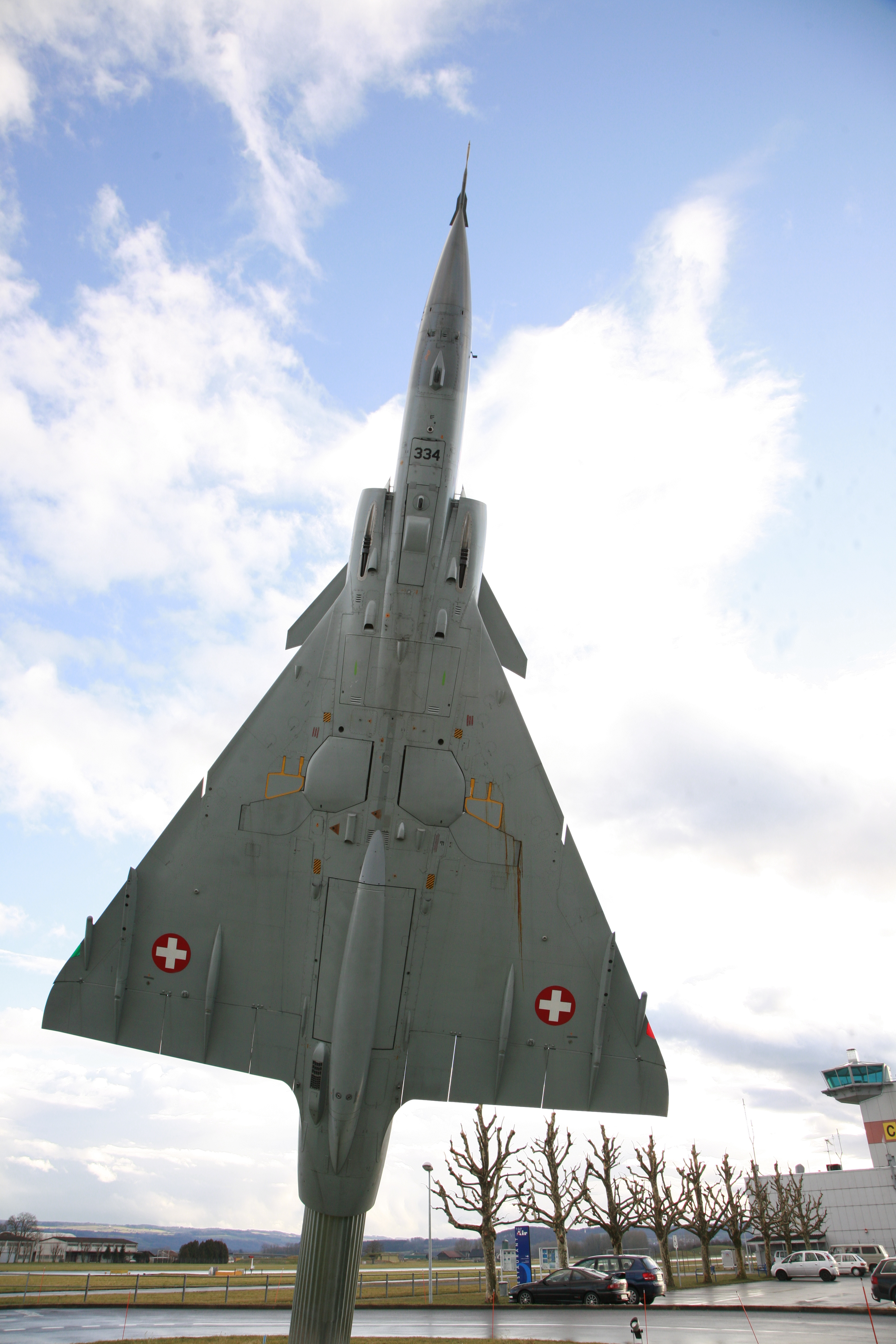
طائرة ميراج الثالثة تابعة للقوات الجوية السويسرية في قاعدة بايرن الجوية.

بعد ذلك رأت داسو ان تقوم بعمل نسخة أكبر للطائرة، الميراج II، والتي كان من المقرر أن تزود بمحركين نفاثين من نوع Turbomeca Gabizo، لكن لم يتم تصنيع هذه الطائرة ولا حتى نسخة أولية.
تم استبعاد تصميم الميراج II بتصميم أكثر طموحا وكفاءة أي الميراج الثالثة، والتي كانت أثقل ب 30 % من الميراج I ومزودة بالمحرك الجديد (سنيكما-أتار) SNECMA Atar والمزود بغرفة احتراق مساعدة والذي يعطى قوة دفع بمقدار 43.2 كيلو نيوتن. الأتار هو محرك ذو سريان محوري مشتق من محرك الطائرة الألمانية التجريبية في الحرب العالمية الثانية (بي ام دبليو 003).
سميت الطائرة الجديدة ميراج الثالثة. واشتملت علي عدة مبادئ جديدة في الطيران لتقليل المقاومة. كما تم عمل تغييرات في قطاع الطائرة لتكون متدرجة وانسيابية قدر الإمكان ليجعلها تبدو نحيلة الخصر وهو الشكل الشهير للعديد من الطائرات الفوق-صوتية.
طارت النسخة الأولية من الميراج الثالثة في 17 نوفمبر 1956، وحققت سرعة ماخ 1.52 في رحلتها السابعة. وحققت سرعة 1.8 ماخ في سبتمبر 1957.
أدت النجاحات التي حققها النسخة الأولية للميراج الثالثة إلى طلب القوات الجوية الفرنسية 10 طائرات ميراج IIIA. كانت هذه الطائرات أطول ب 2 متر تقريبا من النسخة الأولية للطائرة ميراج الثالثة، وكانت مساحة اجنحتها أكبر بنسبة 17.3 % وتقليل وتر الجناح إلي 4.5%، محرك (أتار 09B) مزود بغرفة احتراق مساعدة يعطي قوة دفع 58.9 كيلو نيوتن. زودت الطائرة برادار (تومسون-سى اس اف) Thomson-CSF للطائرات الاعتراضية.
طارت أول طائرة ميراج الثالثة (IIIA) في مايو 1958 واستطاعت إحراز سرعة ماخ 2.2 وبذلك تكون أول طائرة أوروبية تستطيع تخطي سرعة ماخ 2 في الطيران الأفقي. خرجت عاشر طائرة ميراج الثالثة (IIIA) في ديسمبر 1959. زودت واحدة منهم بمحرك رولز رويس (أفون 67) بقوة دفع 71.1 كيلو نيوتن كنموذج تجريبي لسلاح الجو الأسترالي تحت اسم «ميراج IIIO» وطارت هذه النسخة في فبراير 1961 ولكن المحرك (أفون) لم يتم استخدامه.

## المستخدمون
مستخدمون ميراج الثالثة في العالم هم:

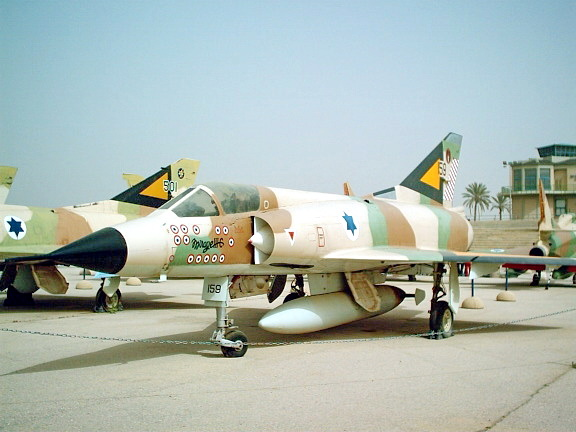
طائرة ميراج الثالثة تابعة للقوات الجوية الاسرائيلية.

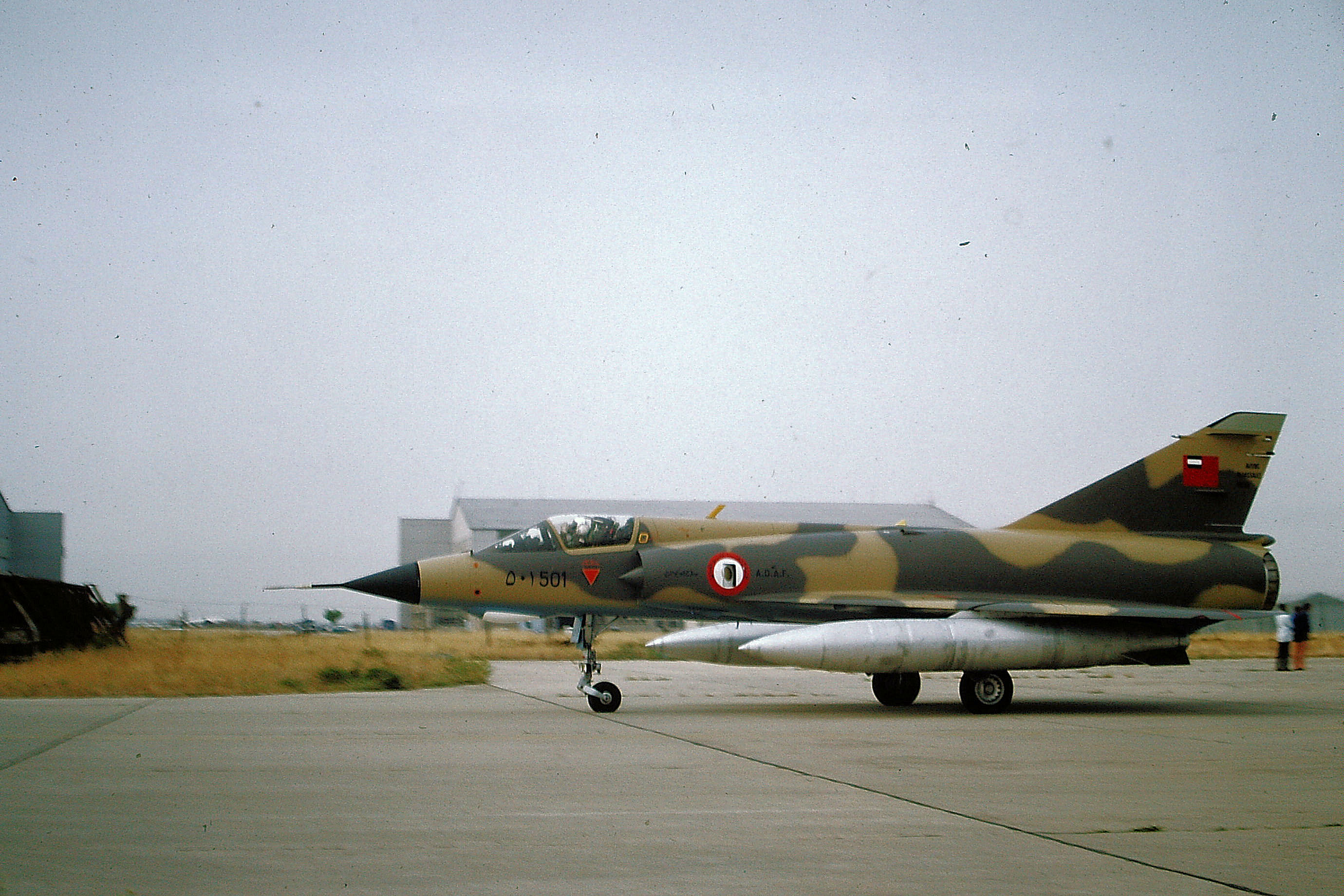
مقاتلة ميراج 3 تابعة للقوات الجوية الإماراتية عام 1976

- الإمارات العربية المتحدة
- الأرجنتين
- أستراليا
- بلجيكا
- البرازيل
- تشيلي
- كولومبيا
- فرنسا
- الغابون
- إسرائيل
- لبنان
- ليبيا
- باكستان
- بيرو
- جنوب إفريقيا
- إسبانيا
- سويسرا
- فنزويلا
- جمهورية الكونغو الديمقراطية

## المواصفات

### الصفات العامة
- الطاقم: 1.
- الطول: 15 متر.
- المسافة بين الجناحين: 8.22 متر.
- الارتفاع : 4.5 متر.
- مساحة الأجنحة: 34.85 متر².
- الوزن فارغة: 7050 كغم.
- أقصى وزن: 13500 كغم.
- سعة خزان الوقود: 3340 لتر.

المحرك: محرك نفاث واحد من نوع سنيكما SNECMA Atar 9C

### الأداء
- السرعة القصوى: ماخ 2.2 (2350 كيلومتر/ساعة).
- المدى: 2400 كيلومتر.
- أقصى ارتفاع: 17000 متر.
- معدل الصعود: 83.3 متر/ثانية.
- الحمل على الأجنحة: 387 كغم/متر².

### التسليح
- 2 × 30 مم رشاشين من نوع DEFA 552 يحمل كل منهما 125 طلقة.
- 5 أماكن (2 تحت كل جناح وواحد في المنتصف) ل 4000 كغم من الأسلحة، الأنواع الأولى من الطائرة زودت بصاروخ Matra R350 وصاروخين سايدوندر AIM-9 Sidewinder (استبدلوا لاحقا بصاروخين Matra Magic 550). بجانب أنواع متعددة من القنابل. بعض الطائرات عدلت لتستطيع حمل وإطلاق صواريخ أجزوسيت AIM-30 Exocet المضادة للسفن. النسخة ميراج IIIE عدلت لتحمل القنبلة النووية AN-52.

## وصلات خارجية
الصفحات بالإنجليزية.
- تاريخ الطائرة ميراج الثالثة بالبرازيل على موقع Milavia.net.